# Arbee's Blues
Arbee's Blues — студійний альбом американського блюзового музиканта Арбі Стідгема, випущений у 1961 році лейблом Folkways.

## Опис
Arbee's Blues є свідченням перемоги Арбі Стідгема над довготривалою депресією, через яку, він був змушений припинити грати на саксофоні у середині 1950-х. Після одужання почав грати на гітарі і на цьому альбомі він виконує чиказький блюз і свінгові бугі-вугі. Стідгему акомпанують Мемфіс Слім (який також записувався сольно на той час для Folkways) на фортепіано та органі і Джамп Джексон на ударних.

## Список композицій
1. «Good Morning Blues» (Арбі Стідгем) — 1:52
2. «Falling Blues» (Арбі Стідгем) — 4:09
3. «Blue and Low» (Арбі Стідгем) — 3:01
4. «Misery Blues» (Арбі Стідгем) — 2:23
5. «My Baby Left Me» (Арбі Стідгем) — 2:26
6. «In the Evening» (Арбі Стідгем) — 2:58
7. «Walking Blues» (Арбі Стідгем) — 3:12
8. «I've Got to Forget You» (Арбі Стідгем) — 3:35
9. «Standing on the Corner» (Арбі Стідгем) — 2:10
10. «Careless Love» (Арбі Стідгем) — 4:20
11. «Tell Me, Mama» (Арбі Стідгем) — 3:42

## Учасники запису
- Арбі Стідгем — вокал, гітара
- Мемфіс Слім — фортепіано, орган
- Джамп Джексон — ударні

Технічний персонал
- Чарльз Едвард Сміт — продюсер
- Рональд Клайн — дизайн